# 工業貿易大樓

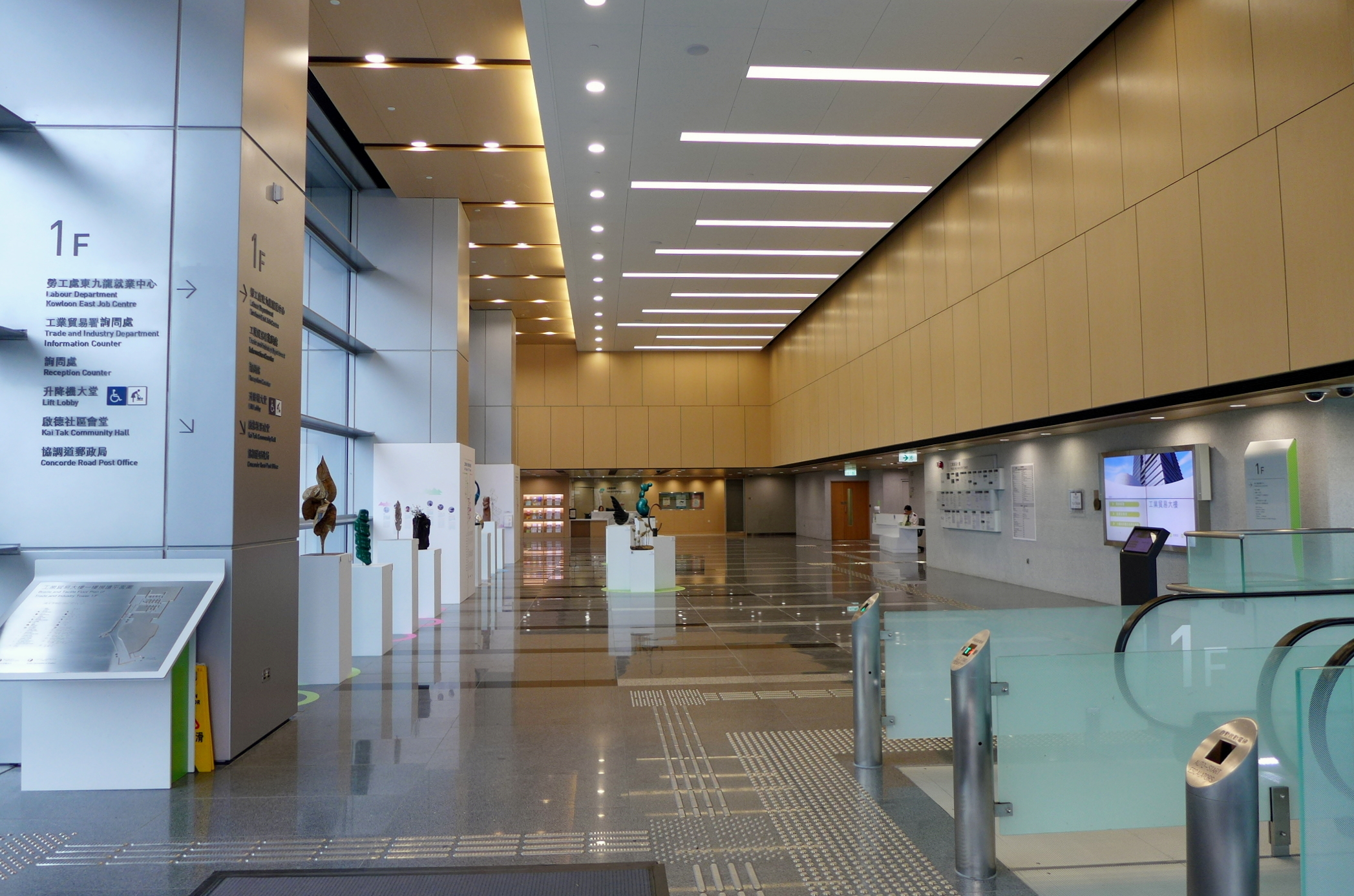
1樓大堂

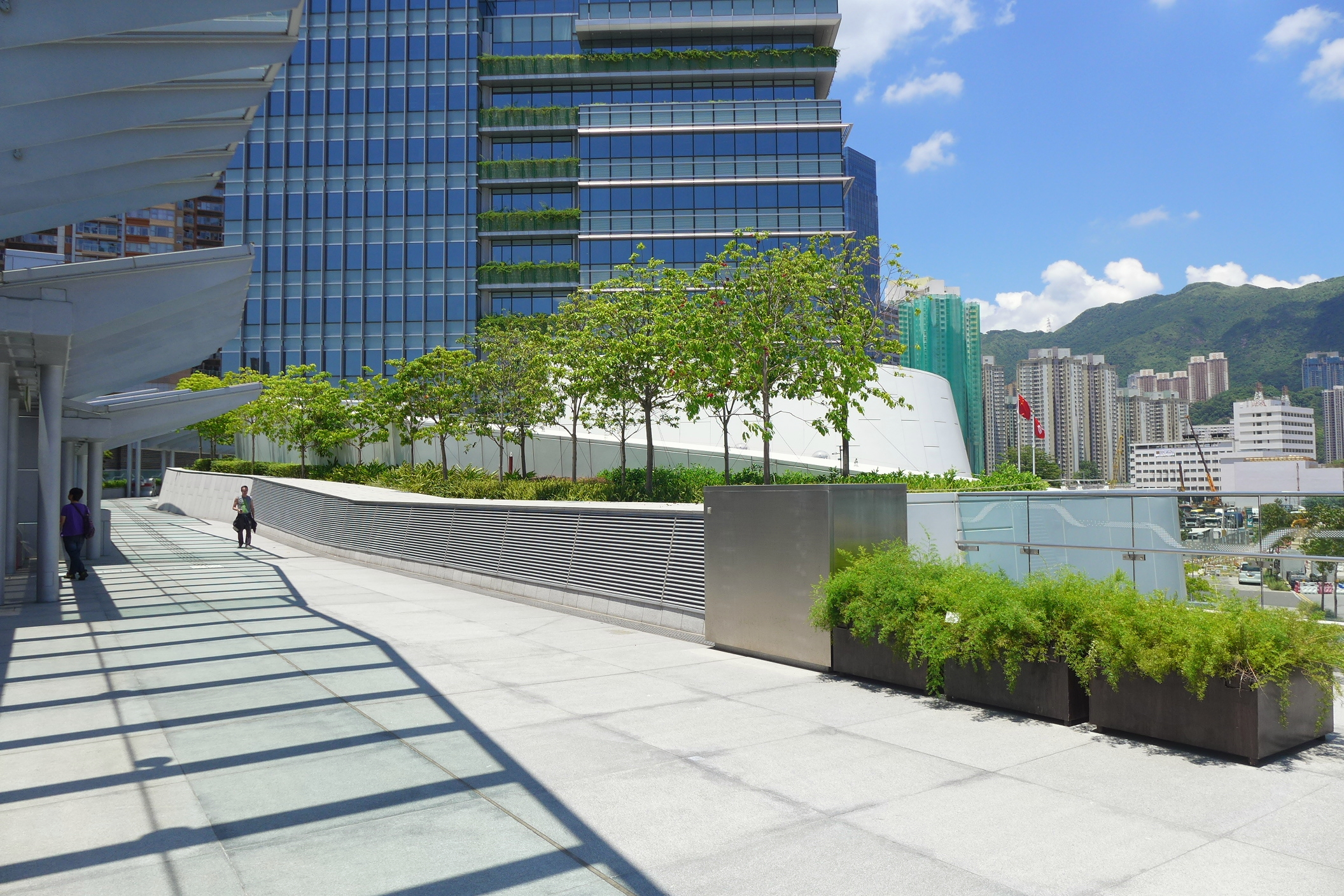
位於大樓戶外空間

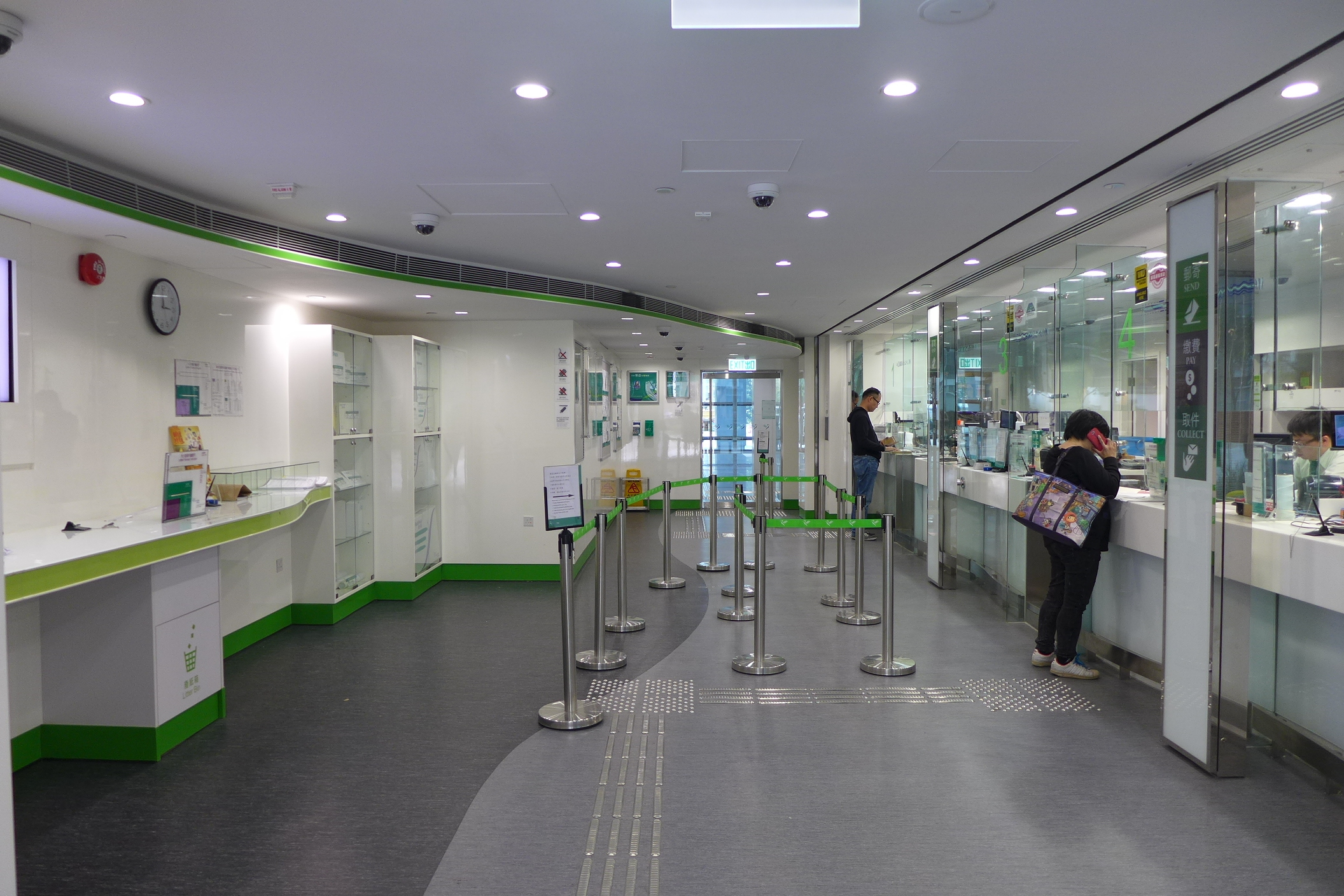
位於大樓地下的協調道郵政局

工業貿易大樓（英語：Trade and Industry Tower），前稱啟德政府合署（英語：Kai Tak Government Offices），是香港《啟德發展計劃》首階段的項目之一，位於舊機場北停機坪（原國泰航空駐機場行政大樓），地址為香港九龍啟德協調道3號。大樓樓高22層，佔14,000平方米樓面面積，淨作業樓面面積為32,400平方米，就業人口約2500人，供予11個香港政府部門設立辦公室及設立啟德社區會堂。大樓設有橫跨太子道東的行人天橋，方便市民來往新蒲崗；東面則有連接橋來往稅務中心。

## 歷史
為了紓緩東九龍及西九龍區內政府自置辦公室的短缺情況，亦打算將位於灣仔海旁的3幢政府大樓及胡忠大廈內的政府辦事處融合及搬遷至啟德，遂建議於啟德發展區原國泰後勤設施用地興建「啟德政府合署」。啟德政府合署建成後，將會在內重新置設原來位於旺角工業貿易署大樓的勞工處、工業貿易署及學生資助辦事處的辦公室，以及遷進若干政府部門。
政府產業署於2009年6月就興建啟德政府合署事宜諮詢黃大仙區議會，並於2011年11月7日提交立法會財經事務委員會審議。與此同時，政府考慮到同時因應啟德發展區可能規劃興建多於一幢政府辦公大樓，而工業貿易署會是這幢擬建大樓的主要使用部門，故而同步改稱「工業貿易大樓」。2011年12月14日，工業貿易大樓的工程計劃提交立法會工務小組委員會，並申請撥款26億4510萬港元興建，預計獲批准後，在2012年1月開工，2014年12月完工。
工業貿易大樓於2012年1月16日動工，並於2015年10月26日舉行揭幕典禮，並由財政司司長曾俊華、財經事務及庫務局局長陳家強及常任秘書長（庫務）謝曼怡、商務及經濟發展局局長蘇錦樑、工業貿易署署長麥靖宇、建築署署長梁冠基及政府產業署署長蕭如彬主禮。

## 設在大樓的政府部門
- 香港郵政 — 協調道郵政局（地下），從新蒲崗郵政局（越秀廣場）搬到現址
- 勞工處 — 勞資關係科東九龍辦事處（UG樓）、東九龍就業中心（1樓）、職業安全及健康部 - 行動科 （九龍第1分區及第4分區辦事處）（3樓）
- 教育局 — 教師註冊小組（2樓）
- 社會福利署 — 中央輔助醫療服務課（2樓）、特別調查組（3樓）
- 在職家庭及學生資助事務處 - 學生資助處 — 專上學生資助組、免入息審查貸款組 - 學生貸款組（專上學生資助）（4樓）、書簿津貼／學生車船津貼組（5樓）
- 路政署 —測量部、橋樑及結構部、環境美化組（6樓）、工程部（7樓）、工程部工料測量組、工程部測量組（8樓）、路燈部（9樓）
- 政府統計處 — 普查及人口統計科、建造及雜項服務統計組（9樓）、國民收入統計科（二）、國際收支平衡統計科（一）及（二）（10樓）、經濟統計調查組（二）、行業經濟統計科（一）、（三）及（四）（11樓）、物價統計科、經濟統計調查組（一）、行業經濟統計科（二）（12樓）
- 工業貿易署 — 詢問處（1樓）、中小企業支援與諮詢中心、收款及表格出售處、歐洲部食米管制分組（13樓）、制度部、紡織商登記辦事處、配方粉簽證組、工廠登記及產地來源證科（14樓）、工商業支援部、中小企業服務及市場推廣基金組（15樓）、內地部、一般簽證及香港服務提供者核證科、香港服務提供者核證組客戶服務中心、美洲部戰略貿易管制科（16樓）、行政科（17樓）、署長、多邊貿易部、美洲部、區域合作組織部、新聞及公共關係組（18樓）[12][13][14]，從旺角工業貿易署大樓搬到現址
- 地政總署 — 鐵路發展組（市區辦事處）（19樓）
- 香港海關 — 商品說明調查科 - 商品說明課（二）（19樓）、商品說明調查科 - 商品說明課（一）及（三）、緊貿安排及貿易視察科（貨物及工廠巡查課、緊貿安排及綜合管制課、緊貿安排特別視察組）（20樓）

## 工程圖集

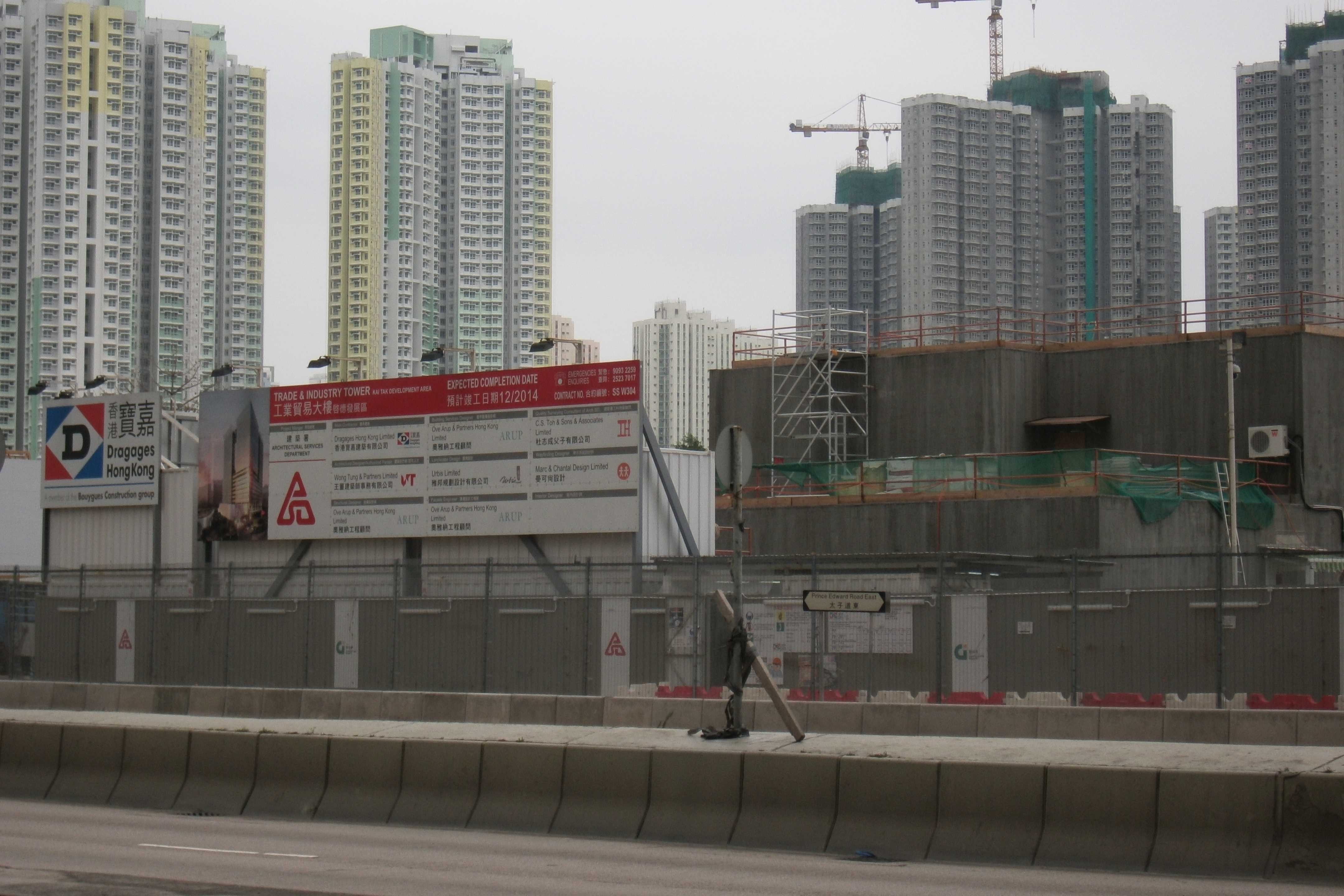
2012年4月
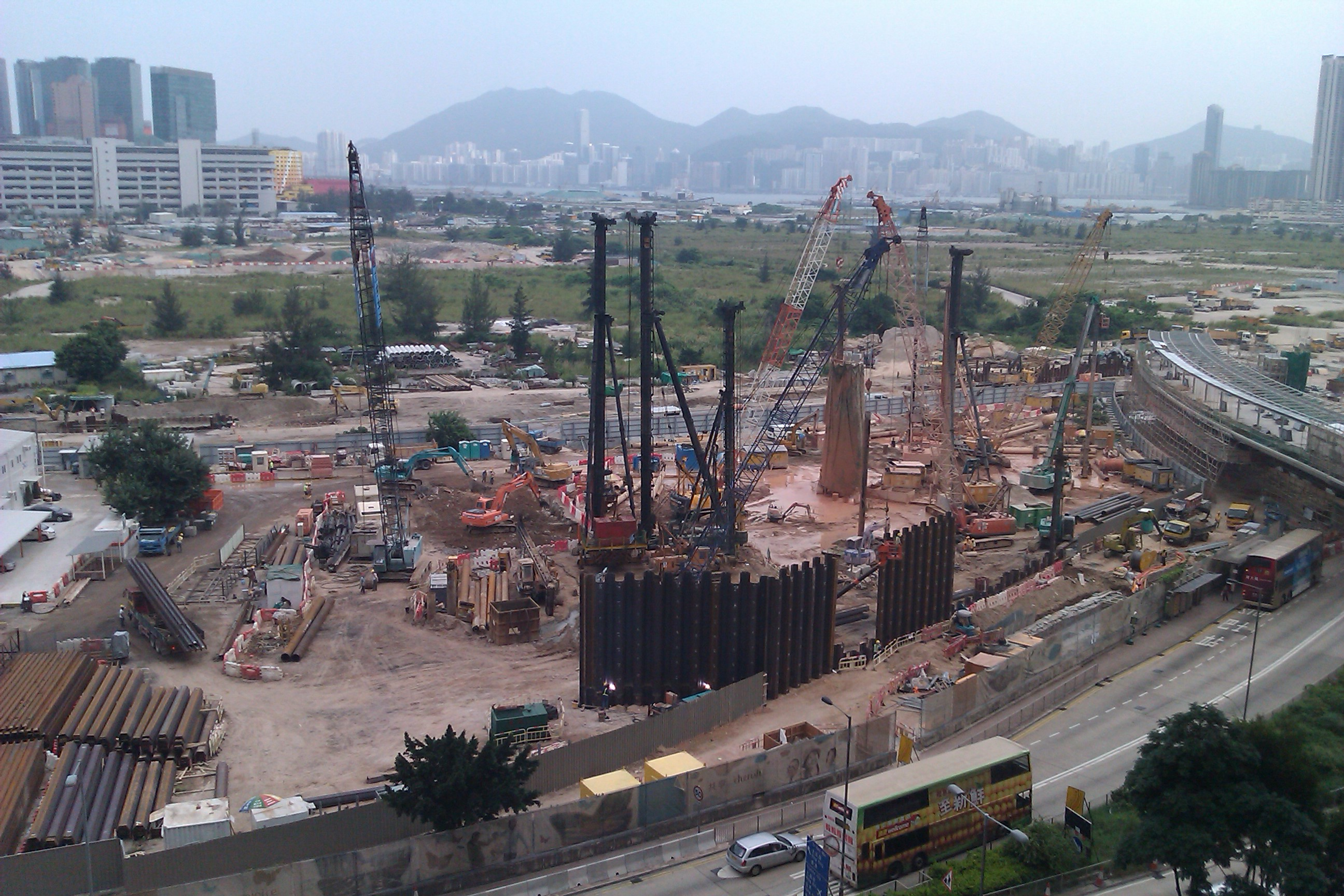
2012年6月
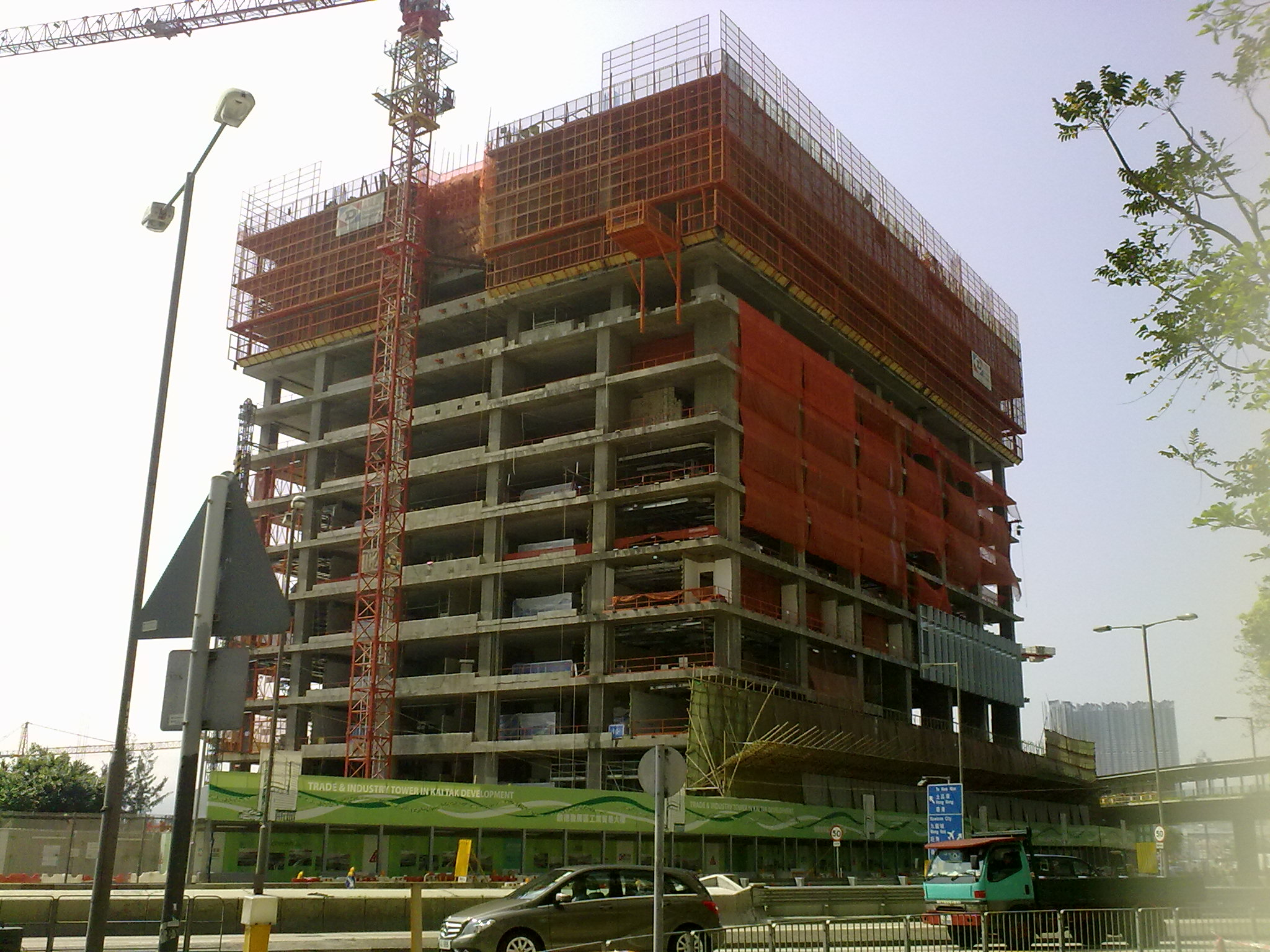
2014年4月
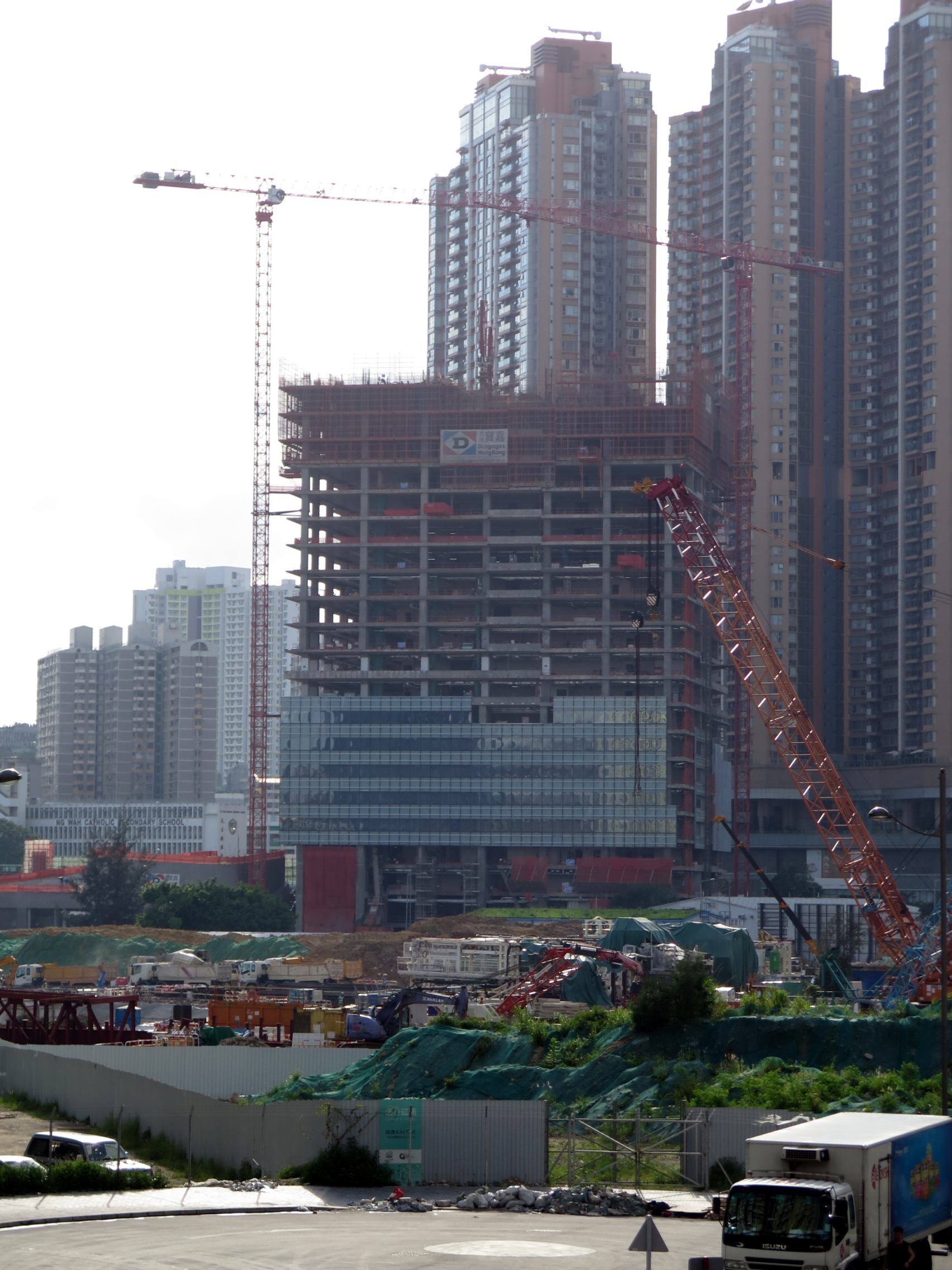
2014年6月
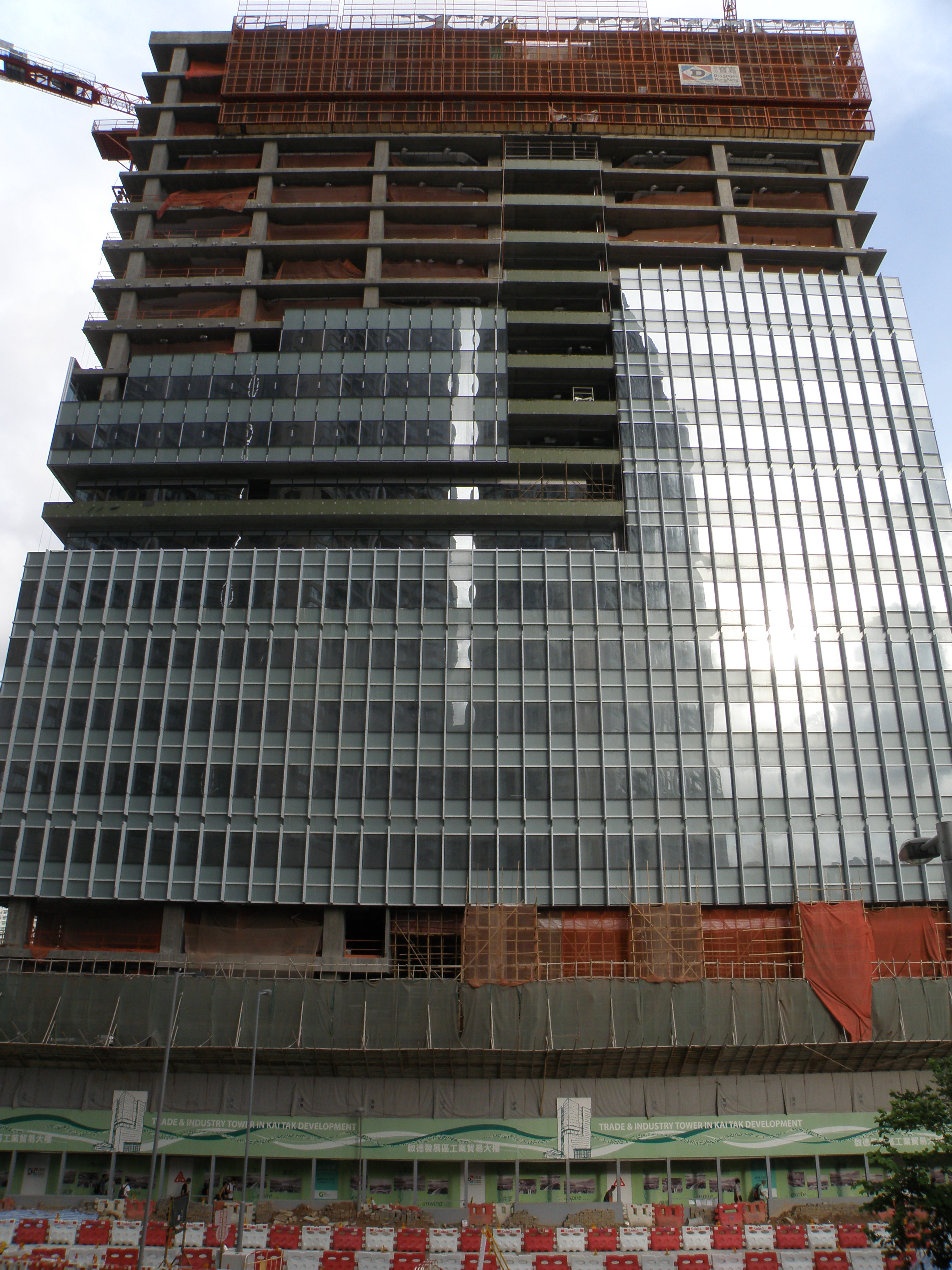
2014年8月
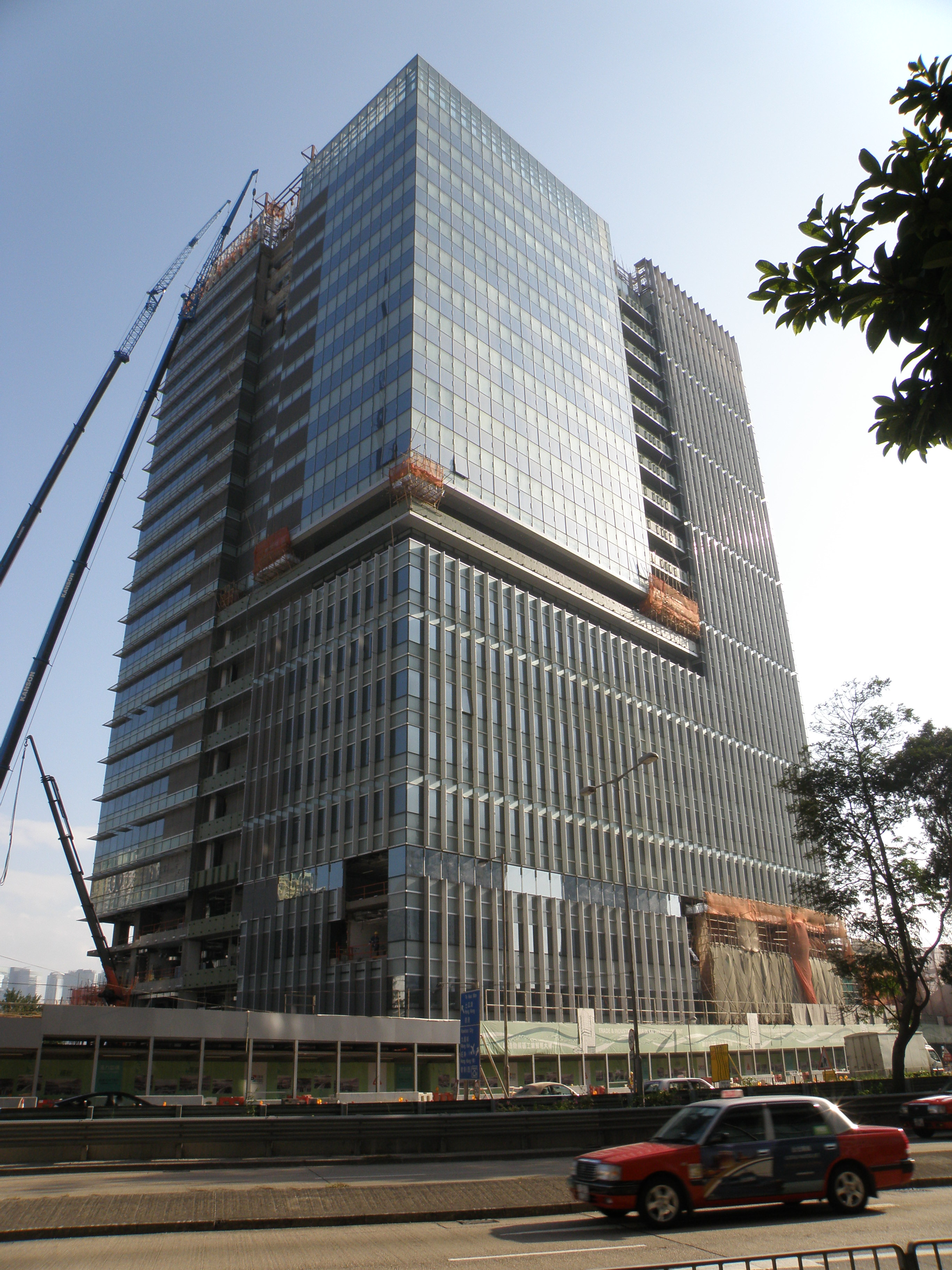
2014年12月

## 環境保護
工業貿易大樓秉承啟德發展區可持續發展的理念，設計強調節約能源和綠化，整體綠化覆蓋率超過40%，並適當應用可再生能源與注入低碳元素，包括設置太陽能熱水系統、太陽能煙囪、日光管道和光纖太陽能追蹤導光管，全座大樓27組日光管道能採集日光，把自然光反射、傳送並引入大樓內，減低照明耗電量；6組光纖太陽能追蹤導光管的室外集光器則能自動追蹤日間太陽光方向，採集日光後經石英光纖導光管引入室內，為社區會堂化妝間及洗手間提供照明；太陽能煙囪則應用空氣對流原理，能依靠風的對流為大堂產生自然風。大樓還設雨水回收、滴水灌溉和自動廢物回收系統等等。外牆採用低透射度中空雙層隔熱玻璃和陽光遮擋裝置，能夠隔熱及減少耗電量，辦公室內燈光設日光感應器，在足夠光線下能調節照明設備。綠化方面，地面設置了園景區及採取垂直綠化設計，由低層一直伸延至樓頂，形成「綠色絲帶」，地面、高架行人走廊和天台種植大量綠色植物，天台亦設有空中花園。大樓運用的可再生能源技術使總用電量較一般商業大廈減少約36%，並因此獲得香港和美國的相關綠色認證級別。
此外，工業貿易大樓屬於啟德區域供冷系統之服務範圍內。

## 獎項
2014年12月12日，工業貿易大樓在香港綠色建築議會和環保建築專業議會合辦的環保建築大獎2014中獲頒「新建建築類別－興建中建築」大獎，並且被綠建環評暫定評級為鉑金級認證。大樓運用的可再生能源技術亦獲得香港「綠建環評新建建築」（BEAM Plus）及美國「能源和環境設計領先認證計劃」（LEED）兩項綠色認證評定為最高Platinum的級別。

## 外景場地
由於其外型，吸引不少電視劇在正門拍攝，以充當其他政府建築物，如警署（《機場特警》）、醫院（《降魔的2.0》、《新聞女王》）。

## 用作抗疫指揮中心
受2019冠狀病毒病香港疫情影響，此大樓地下的啟德社區會堂被徵用作追蹤病患密切接觸者的指揮中心。該中心由各紀律部隊借調人手運作（初期編制為100人，來自警察、入境事務處及海關），並由衛生防護中心負責協調工作，已於2021年1月11日啟用。

## 附近街道
- 太子道
- 協調道
- 彩虹道
- 啟新道

## 鄰近地方
- 譽‧港灣
- Mikiki
- 天主教伍華中學及小學
- 稅務中心
- AIRSIDE

## 途經之公共交通服務
工業貿易大樓設有行人天橋連接至新蒲崗。大樓預設天橋接駁位連接港鐵屯馬綫啟德站一帶，而現時AIRSIDE發展商已興建行人天橋連接。

## 外部連結
- 在啟德發展區興建工業貿易大樓 （页面存档备份，存于） 立法會工務小組委員會文件
- 有關啟德政府合署的背景資料簡介 （页面存档备份，存于） 財經事務委員會 2011年11月7日的會議